# Kuno Raeber
Kuno Raeber bzw. Räber (* als Kuno Zehnder am 20. Mai 1922 in Klingnau; † 28. Januar 1992 in Basel) war ein Schweizer Schriftsteller.

## Leben
Kuno Raeber wuchs in Luzern auf. An den Universitäten in Zürich, Genf, Paris und Basel studierte er Philosophie, Geschichte sowie Literatur und promovierte 1950 über die «Geschichtsbibel» von Sebastian Franck. Zunächst sehr religiös und kurz Novize in einem Jesuiten-Kloster, verlor er bald seinen christlichen Glauben und widmete sich intensiv den alten Mythen. Er war von 1951 bis 1952 Direktor der Schweizer Schule in Rom und anschließend am Tübinger Leibniz Kolleg sowie am Europa-Kolleg in Hamburg tätig. Ab 1958 lebte er als freier Schriftsteller. Er war Mitglied der Gruppe 47, verbrachte längere Zeit in den USA und wurde 1978 als Mitglied im P.E.N.-Zentrum aufgenommen. Raeber hatte seinen Wohnsitz in München, lebte zeitweise in Rom und starb 1992 während eines Besuchs in Basel an den Folgen seiner AIDS-Erkrankung.
Sein Nachlass befindet sich im Schweizerischen Literaturarchiv in Bern.

## Literarisches Schaffen und literarische Bedeutung
Raebers literarisches Schaffen ist von Religion und früher Geschichte geprägt. Er fügt in seine in der Gegenwart handelnden Erzählstücke – ähnlich wie Jorge Luis Borges – religiöse, mythische und vergangene historische Welten ein: Mythos und Realität schieben sich bei ihm ineinander und vermischen sich. Seine Prosa ist deshalb nicht leicht zu lesen, sie ist verschlüsselt, sprachgewaltig, voller Zeitsprünge und zudem bis zum Extrem mit Sexualität, Gewalt und Mord bestückt.

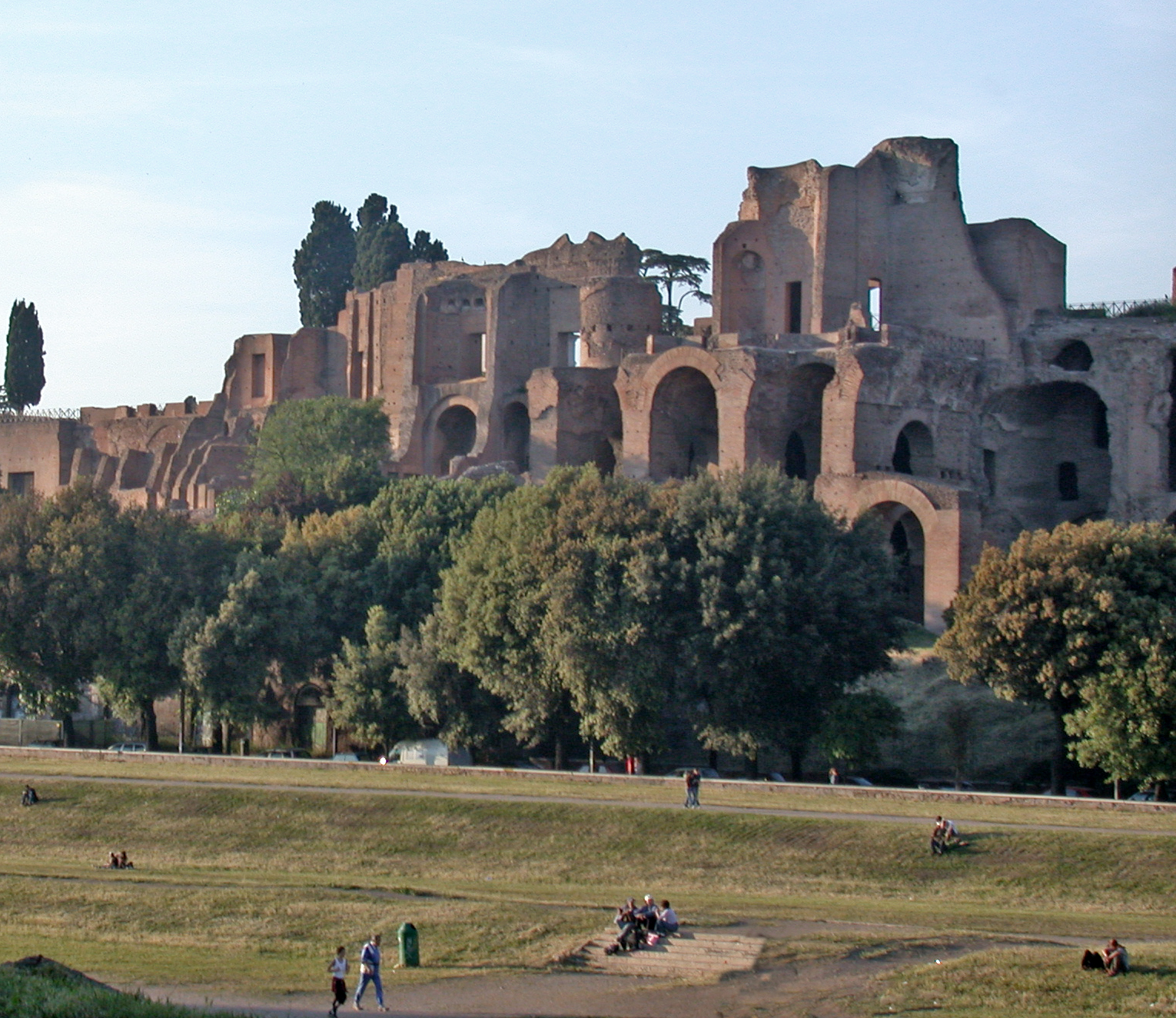
Raebers Bezug zum antiken Rom ist in den meisten seiner Werke erkennbar.
Bild: Circus Maximus auf dem Palatin

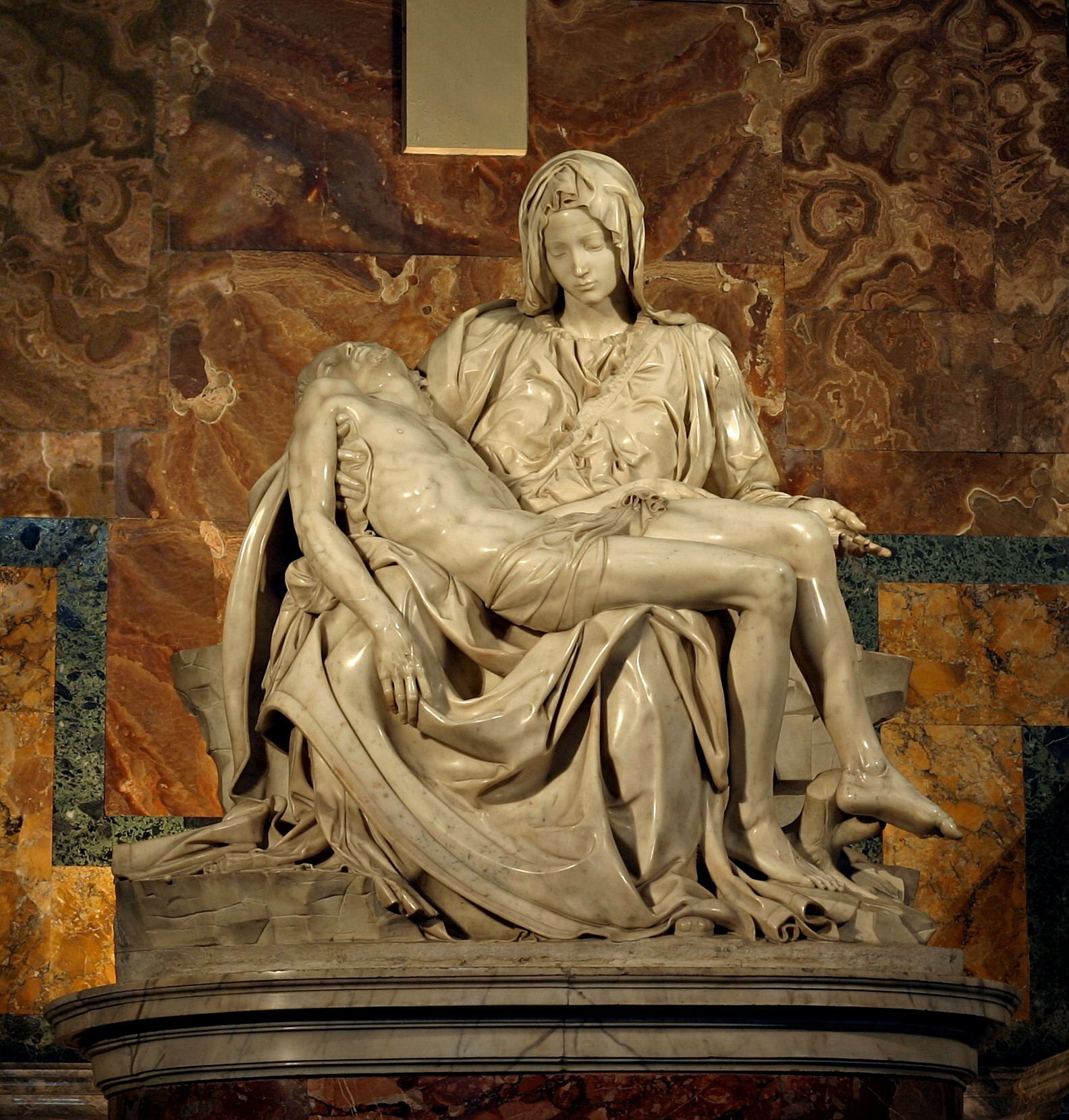
Im Roman Das Ei geht es um die Figur des Täters, der Michelangelos Pietà 1972 zerstören wollte.

Sehr oft ist sein Bezug zum alten Rom erkennbar; er fühlte sich in der Stadt zu Hause, hier spielen nicht nur viele Romane wie zum Beispiel Sacco di Roma, hier interviewte er auch Max Frisch, Uwe Johnson und seine Freundin Ingeborg Bachmann, die ihn zu seinen Schreibexperimenten ermutigte.

### Prosa
Raeber schrieb Essays, Rezensionen, Hörspiele, Theaterstücke, Reisebücher und Erzählungen. Seine Romane sind sehr unterschiedlich angelegt. Sein umfangreicher und preisgekrönter Roman Alexius unter der Treppe oder Geständnisse vor einer Katze besteht zum Beispiel aus neunundsiebzig Prosastücken, die umrahmt sind von den Geständnissen einer Katze, Episoden einer Beichte jenes reichen Römers Alexius, der nach der Legende Frau und Kinder verließ, viele Jahre als Bettler und Einsiedler lebte und später zurückkehrte und unerkannt unter der Treppe lebte und erst kurz vor dem Tod sich offenbarte. Doch zugleich ist dieser Alexius auch der Anführer einer New Yorker Rockerbande, und so inszeniert der Autor in diesem Roman phantasiereich immer weitere historische und mythische Begebenheiten. Beat Mazenauer bezeichnet den Autor als «eigenwilligen Geist», er wäre «ein wacher Traditionalist» gewesen, «der sich nicht in Nostalgie verkroch, sondern die große, vitale Tradition der Geschichte mit allen ihren Spielarten hochleben ließ. Rom, trotz allem, repräsentierte für ihn diese Tradition».

### Der Roman «Das Ei»
Der einzige Schauplatz des wegen seiner pornographischen und blasphemischen Passagen umstrittenen Romans Das Ei ist Rom. 1972 hatte ein Ungar, der sich für Christus hielt, mit einem Hammer auf die Pietà von Michelangelo eingeschlagen. Der Autor denkt sich in diese Figur hinein und lässt tiefenpsychologische Deutungen vom Aufstand der Söhne gegen die Mutter beziehungsweise Gottesmutter anklingen. Das oft sehr drastische Geschehen, manchmal an Notre-Dame-des-Fleurs von Jean Genet erinnernd, wirkt auf den Leser verstörend: Der Autor lässt den Täter sich in seinen Identitätswahnvorstellungen als Christus, als Kaiser Joseph II. oder als homosexuellen Papst austoben. Den Schlusspunkt seiner wütenden Abrechnung mit Kirche und Christentum setzt eine Bombe in Form eines Eis – das Ei ist ein christliches Auferstehungssymbol –, welche den Petersdom völlig zerstört. Das Werk fällt durch seine ungewöhnliche Wortgewalt und Drastik sowie seine befremdenden Phantasievorstellungen auf.

### Lyrik
Raeber widmete sich zunächst der Lyrik. Seine frühen Verse waren beeinflusst durch Autoren wie Hölderlin, Rilke, George. Seit der 1957 erschienenen Gedichtsammlung Die verwandelten Schiffe steht Raebers Lyrik die Welt als ein unerschöpfliches Materialien-Arsenal («der größte Synkretismus», wie es im Klappentext heißt) zur Verfügung. Ausgelotet wird das in den zwei weiteren Bändchen Gedichte (1960) und Flussufer (1963). Das Kontrastprogramm dazu bilden, nach 18-jähriger Pause, die Reduktionen (1981): 101 Gedichte, meist nur wenige Zeilen umfassend und «durch knappes lakonisches, ganz auf das Gewicht von Wort und Vers konzentriertes Sprechen geprägt». Raebers letzter Gedichtband Abgewandt Zugewandt (1985) stellt den Hochdeutschen Gedichten die Abteilung Alemannische Gedichte gegenüber, deren experimenteller Charakter durch ein begleitendes Nachwort über das schweizerische Sprachdilemma kommentiert wird.
Der lyrische Nachlass umfasst rund 1000 Gedichte in über 5000 Niederschriften (Notizbuchentwürfe, Manuskriptblätter, Typoskripte), die  Raebers Lyrik als ein kohärentes, sich «prozessual» entwickelndes «Metamorphosenwerk» verstehen lassen.

## Auszeichnungen
- 1967/1968: „poet in residence“ am Oberlin College, USA
- 1969: Ehrengabe der Bayerischen Akademie der Schönen Künste
- 1973: Tukan-Preis
- 1973: Ehrengabe der Stiftung zur Förderung des Schrifttums (München)
- 1979: Luzerner Literaturpreis
- 1989: Preis der Schweizerischen Schillerstiftung
- 1991: Kunst- und Kulturpreis der Stadt Luzern

## Zitat
Zikade

«Einst bleibt / von mir nur noch die Stimme. / Du wirst mich in allen / Zimmern suchen, / auf den Treppen, in den langen / Fluren, in den Gärten, / du wirst mich suchen im Keller, / du wirst mich suchen unter den Treppen. / Einst wirst du mich suchen. / Und überall wirst du nur meine Stimme / hören, meine hoch monoton / singende Stimme. Überall wird / sie dich treffen, überall...»

## Werke
- Gesicht im Mittag. Vineta-Verlag, Basel 1950.
- Studien zur Geschichtsbibel Sebastian Francks. Helbing & Lichtenhahn, Basel 1952 (= Diss. Univ. Basel).
- Die verwandelten Schiffe. Gedichte. Luchterhand, Darmstadt 1957.
- Gedichte. Claassen, Hamburg 1960.
- Die Lügner sind ehrlich. Roman. Claassen, Hamburg 1960.
- Calabria. Reiseskizzen. Biederstein, München 1961.
- Die Bekehrung Salvador Dalís. Radio-Essay. 1961.
- Flussufer. Gedichte. Claassen, Hamburg 1963.
- Der Brand. Eine vulkanische Katastrophe. Hörspiel. 1965.
- Missverständnisse. 33 Kapitel. Biederstein, München 1968.
- Alexius unter der Treppe oder Geständnisse vor einer Katze. Roman. Luchterhand, Darmstadt 1973, ISBN 3-472-86336-6.
- Das Ei. Roman. Erb, Düsseldorf 1981, ISBN 3-88458-027-2.
- Reduktionen. Gedichte. Ullstein, Frankfurt am Main 1981, ISBN 3-548-38529-X.
- Abgewandt zugewandt. Neue Gedichte. Hochdeutsch und Luzerner Alemannisch. Mit einem Nachwort über das schweizerische Sprachdilemma. Ammann, Zürich 1985, ISBN 3-250-10032-3.
- Bocksweg. Ein Mysterium in 12 Bildern. Mit Illustrationen von Fabius von Gugel. Scaneg, München 1989, ISBN 3-89235-305-0.
- Sacco di Roma. Roman. Ammann, Zürich 1989, ISBN 3-250-10117-6.
- Vor Anker. Ein bürgerliches Trauerspiel in neunzehn Auftritten. Mit Illustrationen von Fabius von Gugel. scaneg, München 1992, ISBN 3-89235-307-7.
- Bilder Bilder. Aus dem Nachlass hrsg. von Jörg Trobitius. Ammann, Zürich 1994, ISBN 3-250-10242-3.
- Werke in 7 Bänden. Herausgegeben von Christiane Wyrwa und Matthias Klein:
  - Band 1: Lyrik. Nagel & Kimche, München 2002, ISBN 3-312-00299-0.
  - Band 2: Erzählende Prosa. Nagel & Kimche, München 2003, ISBN 3-312-00300-8.
  - Band 3: Romane und Dramen I. Nagel & Kimche, München 2002, ISBN 3-312-00295-8.
  - Band 4: Romane und Dramen II. Nagel & Kimche, München 2004, ISBN 3-312-00301-6.
  - Band 5: Essays und kleine Schriften. Nagel & Kimche, München 2004, ISBN 3-312-00302-4.
  - Bände 6/7: Aus dem Nachlass. Scaneg, München 2010, ISBN 978-3-89235-444-4.
- "Dieses enorme Gedicht...". Ausgewählte Gedichte in ihren Fassungen. Herausgegeben von Walter Morgenthaler und Thomas Binder. Chronos, Zürich 2020, ISBN 978-3-0340-1576-9.

### Übersetzungen
- Yves Berger: Der Süden. Roman. Hanser, München 1964.
- Michèle Perrein: Ein Mädchen mit Namen Odile. Roman. Claassen, Hamburg 1958.

### Film
- Kuno Raeber. Eine Produktion des Saarländischen Rundfunks/Fernsehen, Dok. 12', 1974. Buch und Regie: Klaus Peter Dencker.